# Festuca kuprijanovii
Festuca kuprijanovii är en gräsart som beskrevs av Chus. Festuca kuprijanovii ingår i släktet svinglar, och familjen gräs.
Artens utbredningsområde är Altai. Inga underarter finns listade i Catalogue of Life.